# Мемоар
 Тази статия е за вида документи.  За мемоарния жанр вижте Спомени.  
Мемоа̀рът (от френски: mémoire) е документ, в който авторът излага своето мнение по даден въпрос, описвайки фактическото положение и достигайки от това описание до определена препоръка или заключение.
Наименованието се използва във френския език от XII век, като първоначално обозначава описателен текст, подобен на меморандума. Придобива съвременната си сбита форма през XIX век, когато започва да се използва за синтезирано излагане на определен факт, принцип или идея, често във връзка с последващи административни или политически действия.